# Society of Independent Artists
The Society of Independent Artists est une association créée à New York en 1916 dont le but est d'organiser des expositions d'œuvres d'art. La première exposition, organisée entre le 10 avril et le 6 mai 1917 au Grand Central Palace de Manhattan, afficha 2 000 pièces créées par des artistes du monde entier.
Cette association d'artistes partage le même objectif, celui d'organiser des expositions annuelles de créateurs résolument modernistes, ou avant-gardistes. Les expositions étaient ouvertes à tous les artistes, sans prix ni jury. Chaque artiste pouvait exposer contre un abonnement de six dollars et des frais d'entrée.
Les membres du bureau sont : William James Glackens, président, Charles E. Prendergast (en), vice-président, Walter Pach, trésorier, John Covert, secrétaire général et Walter Conrad Arensberg, directeur général.
Les directeurs associés, outre les membres du bureau, sont : George Bellows, Homer Boss, Katherine Dreier, Marcel Duchamp, Regina Farrelly, Arnold Friedman, Ray Greenleaf, Samuel Halpert, Charles Webster Hawthorne, Rockwell Kent, John Marin, Alfred Henry Maurer, Maurice Prendergast, Man Ray, Mary Rogers (en), Morton Schamberg, Joseph Stella et Maurice Sterne (en). Parmi les sponsors, il y a Gertrude Vanderbilt Whitney.
Dans cette équipe, l'on retrouve une majorité des anciens membres de l'Association of American Painters and Sculptors qui organisa l'Armory Show en février 1913. Cet organisme, soucieux de prendre ces distances avec l'académisme américain, s'inspirait du concept de la Société des artistes indépendants créée à Paris quelques décennies plus tôt ainsi que du mouvement sécessionniste munichois et viennois.
Marcel Duchamp a démissionné en avril 1917 de son poste de directeur car son œuvre, Fontaine, fut refusée, notamment par George Bellows, lors du premier salon alors que celui-ci se devait être ouvert à tous.
John French Sloan fut président de 1918 à sa mort en 1951.